# Château de Kynžvart
Le château de Kynžvart (en allemand : Schloss Königswart) est un château historique situé près de Lázně Kynžvart dans le district de Cheb en République tchèque. Si le premier château est antérieur à 1600, il adopte au fur est à mesure une architecture de style néoclassique notamment après les travaux entrepris au début du XIXe par le chancelier autrichien Klemens Wenzel von Metternich.
Après d'importants travaux de rénovation, le château a été rouvert au public en 2000.

## Histoire
Le premier château, construit avant 1600, s'est effondré. Après la bataille de la Montagne-Blanche, pendant la guerre de Trente Ans, les restes du château furent confisqués et en 1630 accordés à la famille Metternich. De 1682 à 1691, le comte Philipp Emmerich von Metternich transforma les ruines en une résidence baroque. De 1821 à 1836, le chancelier autrichien Klemens Wenzel von Metternich remodela le bâtiment dans le style néoclassique, avec l'aide de l'architecte Pietro Nobile.
Le château a été confisqué à la famille Metternich par le gouvernement tchécoslovaque en 1945.
Le château possède une bibliothèque qui comprend plus de 200 exemples d'incunables, de manuscrits médiévaux, d'estampes de valeur, de livres scientifiques et d'encyclopédies scientifiques. En 1828, un musée a été fondé pour exposer les collections de sciences naturelles du château, des pièces de monnaie, des curiosités historiques et technologiques, des manuscrits, des monuments égyptiens antiques, des sculptures en marbre et des œuvres d'art oriental.
Le lieu a reçu le label du patrimoine européen en  mars 2020. En 1840, il a en effet été au centre d’une initiative diplomatique, la proposition de la Ligue de la paix. Cette proposition a représenté un moment important dans la recherche d’un équilibre durable des pouvoirs en Europe.